# Uropèltids
Els uropèltids (Uropeltidae) són una  família de serps de cos cilíndric i allargat, amb el cap punxegut, no més gruixut que el coll, i amb una cua curta desproveïda de punta.

## Característiques
Tenen la pell esmaltada i posseeixen els colors vermell, groc i negre. A l'extrem de la cua tenen escates que formen una placa amb la qual sembla que s'ajuden per excavar les seves galeries i de la qual deriva el seu nom, que en grec significa "cua d'escut".

## Taxonomia
Es coneixen al voltant de 45 espècies d'aquesta família, la majoria de l'Índia i de Ceilan. Solen mesurar aproximadament 39 centímetres de mitjana, els exemplars de major longitud poden arribar als 74 centímetres.

## Enllaços externs

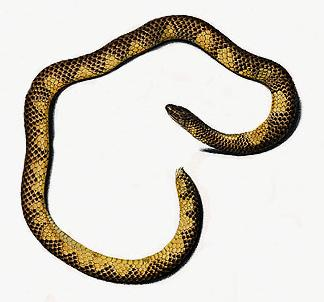
Uropèltid.